# Guido von Zypern
Guido von Zypern oder Guido von Lusignan († 1302/1303) war 1291 Herr von Beirut, ab 1292 Konstabler des Königreichs Zypern.
Er war ein jüngerer Sohn Hugos III., König von Zypern und (als Hugo I.) König von Jerusalem, und der Isabella von Ibelin.
1291 heiratete er Eschiva von Ibelin, Herrin von Beirut, Witwe des Humfried von Montfort († 1284), die zuvor wohl auch mit Guidos Bruder Amalrich von Tyrus verlobt war. Aus ihrem Recht wurde er Herr von Beirut, die Stadt wurde allerdings am 31. Juli desselben Jahres von den Mamluken erobert.
Sein älterer Bruder, König Heinrich II. von Zypern ernannte ihn 1292 zum Konstabler von Zypern, ein Amt das zuvor schon sein Großvater mütterlicherseits ausgeübt hatte.
Nach seinem Tod folgte ihm sein Bruder Amalrich als Konstabler von Zypern.
Mit Eschiva hatte er zwei Kinder:
- Hugo IV. (* 1294; † 10. Oktober 1359), 1318–1324 Titular-Konstabler von Jerusalem, ab 1324 König von Zypern und Titularkönig von Jerusalem;
- Isabella († nach 1340) ⚭ um 1322 Odo (Eudes) von Dampierre-sur-Salon († nach 1330), 1324 Konstabler von Jerusalem, Sohn des Walter von Dampierre und der Eschiva von Ibelin, Herrin von St. Nicholas.

## Weblink
- Guy of Cyprus bei fmg.ac (englisch)

| Vorgänger          | Amt                                   | Nachfolger         |
| ------------------ | ------------------------------------- | ------------------ |
| Eschiva von Ibelin | Herr von Beirut (de iure uxoris) 1291 | —                  |
| Balduin von Ibelin | Konstabler von Zypern 1292–1302       | Amalrich von Tyrus |

| Personendaten    | Personendaten                          |
| ---------------- | -------------------------------------- |
| NAME             | Guido von Zypern                       |
| ALTERNATIVNAMEN  | Guido von Lusignan                     |
| KURZBESCHREIBUNG | Konstabler von Zypern, Herr von Beirut |
| GEBURTSDATUM     | 13. Jahrhundert                        |
| STERBEDATUM      | um 1302                                |